# Grönlands damlandslag i volleyboll
Grönlands damlandslag i volleyboll representerar Grönland i volleyboll på damsidan. Laget har deltagit i europamästerskapet i volleyboll för små nationer och internationella öspelen.

### Fotnoter
1. ↑  https://www.iiga.org/media/1993/1993_volleyball.pdf
2. ↑  https://www.iiga.org/media/1995/1995_volleyball.pdf
3. ↑  http://www.iiga.org/media/1997/1997_volleyball.pdf
4. ↑  ”2004/2005 European Championships - Category C” (på engelska). Confédération Européenne de Volleyball. https://www-old.cev.eu/Competition-Area/Competition.aspx?ID=144&PID=333. Läst 25 mars 2023.
5. ↑  ”Small Countries Division 2019 » classification :” (på engelska). Volleybox. https://women.volleybox.net/women-small-countries-division-2019-o11404. Läst 22 oktober 2023.